# Фактор 2
«Фактор-2» (также «Faktor-2») — российско-немецкая музыкальная поп-хип-хоп-группа, образованная в 1999 году Ильёй Подстреловым и Владимиром Панченко.

## История группы
Коллектив был образован в Германии в 1999 году музыкантами из Гамбурга Ильёй Подстреловым и Владимиром Панченко. После того, как дебютная песня группы под названием «Красавица» — получила популярность в России в 2005 году, коллектив начал сотрудничество с солистом группы «Руки Вверх!» Сергеем Жуковым, который стал продюсером «Фактора-2». В Германии же продюсированием группы занимались DJ Витал (Виталий Мозер) и Вадим Айхвальд.
В январе 2005 года в России вышли два альбома коллектива — «В нашем стиле» и «Мы фальшивые МС», которые ранее, в 2002 и 2003 году соответственно, были выпущены в Германии. В поддержку обоих дисков был снят клип на песню «Красавица», режиссёром которого стал Сергей Жуков. В августе того же года эта композиция попала в ротацию «Русского радио» и возглавила хит-парад «Золотой граммофон». 15 сентября 2005 года «Фактор-2» выпустили свой третий альбом «Истории из жизни». Пластинка вышла в двух версиях: в песнях, вошедших в первую версию диска (Super Hard), используется ненормативная лексика, а во второй (Extra Light) она отсутствует. В день релиза альбома в клубе «Точка» состоялась его концертная презентация. В октябре был снят клип на композицию «Отчим», вошедшую в пластинку «Истории из жизни». Режиссёром видео выступил Сергей Жуков, а главную роль в нём сыграл актёр Максим Коновалов. В декабре Национальный Фонд Производителей Фонограмм (НФПФ) вручил коллективу награду «Золотой диск» за 100 тысяч проданных экземпляров всех четырёх пластинок, выпущенных в 2005 году.
В феврале 2006 года группа дала большой сольный концерт в концертном зале Санкт-Петербурга «Ледовый дворец», на котором присутствовало семь тысяч человек. В марте того же года в клубе «Ленинград» прошли съёмки клипа на песню «Хочу на TV», режиссёром которого выступил Сергей Жуков, а оператором — Евгений Ермоленко. В мае на церемонии вручения премии российской индустрии звукозаписи «Рекордъ-2006» дуэт «Фактор-2» победил в номинации «Артист года». 26 октября состоялся релиз пластинки «Иммунитет подорван», а 28 октября в ТК «Горбушкин двор» прошла презентация диска.
В начале 2008 года у группы истёк контракт с Сергеем Жуковым, и участники решили его не продлевать. После прекращения сотрудничества с Жуковым Илья Подстрелов и Владимир Панченко переименовали проект в «Илья и Влади», поскольку название «Фактор-2» осталось за их бывшим продюсером. 24 мая 2008 года в ТК «Горбушкин двор» состоялась презентация нового альбома коллектива под названием «Раритет».
В 2012 году дуэт Ильи Подстрелова и Владимира Панченко распался по причине разногласий между музыкантами. Ныне существует два музыкальных коллектива с названием «Фактор-2»: в состав первого входят Владимир и Денис Панченко, которые как и прежде проживают в Германии и дают концерты по всему миру, а во второй — Илья Подстрелов и Андрей Камаев, которые работают в России.
15 апреля 2017 года в клубе Stadium коллектив отметил своё 15-летие, а 18 октября 2019 года в клубе «Известия Hall» состоялся юбилейный концерт в честь 20-летия группы.

## Состав группы

### Текущий состав
Проживающие в Германии:
- Владимир Панченко (1999 — настоящее время)[2]
- Денис Панченко (2012 — настоящее время)[2]

Проживающие в России:
- Илья Подстрелов (1999 — настоящее время)[2]
- Андрей Камаев (2012 — настоящее время)[3]

### Бывшие участники
- Изначальный состав дуэта (1999—2015): Владимир Панченко и Илья Подстрелов.